# Brodsko-posavska županija
Brodsko-posavska županija  je smještena u južnom dijelu slavonske nizine, na prostoru između planine Psunj, Požeškog i Diljskog gorja sa sjevera i rijeke Save s juga. 

## Administrativna podjela i stanovništvo
Županija je podijeljena na 2 grada i 26 općina.
Gradovi:
- Grad Nova Gradiška
- Grad Slavonski Brod

Općine: 
| - Općina Bebrina - Općina Brodski Stupnik - Općina Bukovlje - Općina Cernik - Općina Davor - Općina Donji Andrijevci - Općina Dragalić - Općina Garčin - Općina Gornja Vrba - Općina Gornji Bogićevci - Općina Gundinci - Općina Klakar - Općina Nova Kapela | - Općina Okučani - Općina Oprisavci - Općina Oriovac - Općina Podcrkavlje - Općina Rešetari - Općina Sibinj - Općina Sikirevci - Općina Slavonski Šamac - Općina Stara Gradiška - Općina Staro Petrovo Selo - Općina Velika Kopanica - Općina Vrbje - Općina Vrpolje |

## Zemljopis
Brodsko-posavska županija jedna je od najužih i najdužih županija (163 km) koja na istoku graniči s Vukovarsko-srijemskom, na sjeveroistoku s Osječko-baranjskom, na sjeveru s Požeško-slavonskom te na zapadu sa Sisačko-moslavačkom županijom dok se južna granica županije proteže uz rijeku Savu koja je ujedno i međudržavna granica između Republike Hrvatske i Bosne i Hercegovine. Obuhvaća prostor od ukupno 2043 četvorna kilometra što čini 3,61 % ukupnog teritorija Republike Hrvatske (56.542 četvorna kilometra).
Područje Brodsko-posavske županije može se podijeliti na tri cjeline: brdsko, ravničarsko i nizinsko. Brdsko područje čini blago uzdignuto gorje pokriveno šumom s najvišom nadmorskom visinom od 984 m (Psunj). Ravničarsko područje zauzima najveći dio županije, a čini ga ogranak plodne slavonske ravnice. Nizinsko područje zauzima prisavski dio, uglavnom dobro zaštićen od visokih voda Save, koji je isprepleten osnovnom i lokalnom kanalskom mrežom. 
Županija je područje umjerene kontinentalne klime s vrlo rijetko izraženim ekstremnim meteorološkim promjenama. Bogatstvo voda, šuma i plodno tlo, plovna rijeka i značajni kopneni europski putevi prirodni su uvjeti koji su omogućili visokorazvijeno gospodarstvo, promet, trgovinu i kulturu.

## Povijest
Nastala na području koje nekad pripadalo Vojnoj krajini za vrijeme Austro-Ugarske, te kasnije Brodskoj i Novogradiškoj Općini za vrijeme Jugoslavije.

## Gospodarstvo
Nekoliko je gospodarskih djelatnosti po kojima je županija poznata. Holding Đuro Đaković, jedna od najvećih i najpoznatijih metalurških tvrtki smještena je u Slavonskom Brodu. Poljoprivredna proizvodnja, među kojom se ističe ratarstvo i stočarstvo također je značajna grana brodskoposavskog gospodarstva.

## Županijska uprava
Župan Brodsko-posavske županije je Danijel Marušić (HDZ).

### Stanovništvo
Prema popisu stanovništva iz 2021. Brodsko-posavska županija je imala 130.267 stanovnika s prosječnom gustoćom naseljenosti od 64,17 stanovnika/km2.
| broj stanovnika | 74136 | 79273 | 77739 | 90751 | 99979 | 116295 | 112693 | 128790 | 134436 | 142614 | 154309 | 164065 | 167667 | 174998 | 176765 | 158575 | 130267 |
|                 | 1857. | 1869. | 1880. | 1890. | 1900. | 1910.  | 1921.  | 1931.  | 1948.  | 1953.  | 1961.  | 1971.  | 1981.  | 1991.  | 2001.  | 2011.  | 2021.  |

Etnički sastav 2001. je bio sljedeći: Hrvati 93,98 %, Srbi 3,02 %, Romi 0,33 %, Bošnjaci 0,21 %, Ukrajinci 0,18 %, Albanci 0,16 % i ostali.

## Kultura
- Gloria Festung Brod
- Brodsko kolo
- Brodsko glazbeno ljeto
- Novogradiško glazbeno ljeto
- Retrospektiva MFF-a i Filmski festival mladih država

## Udruge

### Izviđači
- Udruga izviđača porječana "Mihaljevica" Slavonski Šamac
- Savez izviđača Hrvatske (SIH) - Izviđačka regija istok povjereništvo

### Sport
- NK Marsonia Slavonski Brod
- NK Sloga Nova Gradiška
- MNK Brod
- MNK Brod 035
- MOK Marsonia
- Kajak kanu klub Olimpik
- Inline hokej klub "OKEJ"[2]
- Plivački i vaterpolo klub "Marsonia"[3]

## Znamenitosti
- Franjevački samostan s crkvom Sv. Petra u Cerniku
- Tvrđava Brod u Slavonskom Brodu
- Barokni dvorac Cernik
- Franjevački samostan i crkva Presvetog Trojstva u Slavonskom Brodu
- Crkva Bezgrešnog začeća Blažene Djevice Marije u Novoj Gradiški

## Vanjske poveznice
- Službena stranica županije

|  | Portal Hrvatske – Pristup člancima s tematikom o Hrvatskoj. |